# Байкошкарський сільський округ
Байкошка́рський сільський округ (каз. Байқошқар ауылдық округі, рос. Байкошкарский сельский округ) — адміністративна одиниця у складі Аягозького району Абайської області Казахстану. Адміністративний центр та єдиний населений пункт — село Байкошкар.
Населення — 317 осіб (2021; 628 у 2009, 932 у 1999, 1428 у 1989).
Станом на 1989 рік існувала Уюмдаська сільська рада (села Байкошкар, Карабужур) колишнього Чубартауського району.

## Склад
До складу округу входять такі населені пункти:
| Населений пункт | Старі назви | Населення, осіб (1989) | Населення, осіб (1999) | Населення, осіб (2009) | Населення, осіб (2021) |
| --------------- | ----------- | ---------------------- | ---------------------- | ---------------------- | ---------------------- |
| Байкошкар, село | -           | 1262                   | 932                    | 628                    | 317                    |
| Карабужур, село | -           | 166                    | -                      | -                      | -                      |